# Comisión Nacional de Actividades Espaciales
La Comisión Nacional de Actividades Espaciales (CONAE, en català  Comissió Nacional d'Activitats Espacials) és una organització estatal argentina dependent del  Ministeri de Relacions Exteriors, Comerç Internacional i Culte d'aquest país.
La CONAE va ser creada el 28 de maig de 1991, precedida per la Comissió Nacional d'Investigacions Espacials (CNIE) que va ser cancel·lada aquest mateix any. És l'organisme competent per entendre, dissenyar, executar, controlar, gestionar i administrar projectes, activitats i iniciatives en matèria  espacial en tot l'àmbit de la República Argentina. No obstant això no monopolitza tots els estudis espacials al país, deixant lloc a altres agències privades el dret d'explorar lliurement l'espai.
La seva missió és executar el  Pla Espacial Argentí, que culmina en el 2015.
Per complir amb la seva missió la CONAE compte amb informació espacial generada per  satèl·lits construïts i dissenyats a l'Argentina. En conjunt amb l'empresa INVAP de Bariloche (Societat l'Estat) i associant principalment amb la NASA (Estats Units), proveeix la plataforma satel·litària i la majoria dels instruments d'aquests satèl·lits. Aquests són controlats des de l'estació terrena Teófilo Tabanera situada a la  província de Còrdova (està prevista per abans del 2015 la creació de dos  estacions satelitales més, possiblement en  Terra del Foc i en l'Antàrtida). Aquest és el cas dels anomenats Satèl·lits d'Aplicacions Científiques (SAC). Més de 80 universitats, ens, organismes i empreses nacionals participen en els projectes i activitats d'aquest Pla Espacial.

## Història

### CNIE
Va ser un organisme dependent de la Força Aèria Argentina, fundat el 28 de gener de 1960, sent designat president de l'organisme l'enginyer Teófilo M. Tabanera.
Així mateix entre 1963 i 1971 va operar l'Institut Civil de Tecnologia Espacial. Va realitzar 150 llançaments: l'últim d'ells amb un coet d'una etapa, combustible sòlid, 4,6 metre de longitud i 110 quilograms de massa que va aconseguir una altura de 82 quilòmetres; transportant com a passatger un mico mentre els paràmetres de la seva temperatura corporal i ritme cardíac eren transmesos a la base. Cal aclarir que l'ICTE estava constituït per joves entre 15 i 30 anys. Tots els elements del seu programa van ser sempre de producció nacional.

#### Llançament tripulat
L'11 d'abril de 1967 des de l'Escola de Tropes Aerotransportades de Còrdova, com a part del Projecte BIO va ser llançat pel Coet yarará, una càpsula amb el Ratolí Belisario, que va romandre 30 minuts a ingravidesa. Va ser el primer ésser viu d'origen argentí i el quart al món a abandonar l'atmosfera terrestre i aterrar sa i estalvi de tornada a la superfície, seguint-li el Mono Juán.

#### Projecte Sèrie SAC

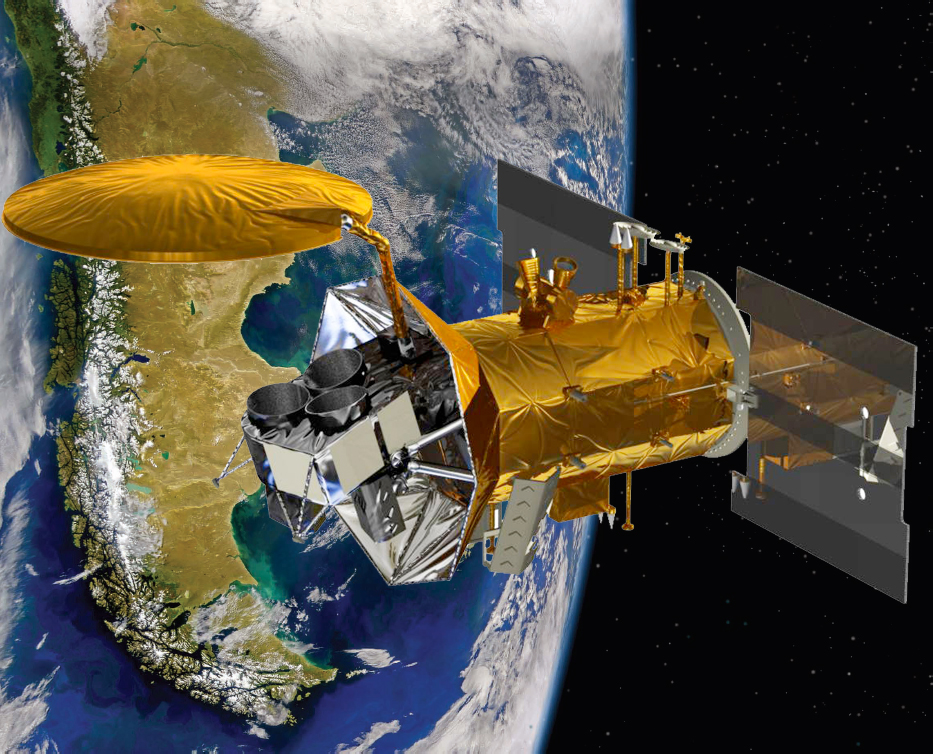
Satèl·lit SAC-D.

SAC-B va ser llançat el novembre de 1996. Els objectius del SAC-B, com a primer satèl·lit científic  argentí, van ser l'estudi avançat de la física solar i l'astrofísica, mitjançant l'observació de fulguracions  solar, erupcions de raigs gamma i radiació X del fons difús i  àtoms neutres d'alta energia. La missió va permetre l'entrenament d'un grup humà important tant per a la preparació dels centres de control (maquinari i programari) com per al control dels satèl·lits.
El SAC-A va ser llançat el 3 de desembre de 1998. Va posar a prova una sèrie d'instruments desenvolupats al país, potencialment aplicables en altres Missions. Va estar també dedicat a experimentar, tant la infraestructura de material com la humana dels equips de telemetria, telecomandament i control.
El SAC-C és el Primer Satèl·lit Argentí d'Observació Terrestre. Va ser llançat el novembre de 2000 i la seva funció és obtenir informació del país per satisfer necessitats que no són cobertes per altres satèl·lits.
El SAC-D va ser llançat el 10 de juny de 2011 a la base Vandenberg de la Força Aèria dels Estats Units, per recol·lectar dades per llargs períodes de la superfície de la terra, la biosfera, l'atmosfera terrestre, i els oceans.

## Pressupost
El pressupost de la CONAE, està destinat al desenvolupament i estudi d'aparells per a l'exploració espacial i està calculat en 546.300.000 de  pesos l'any 2012.
Aquest pressupost es troba en augment a causa de l'interès creixent a fomentar l'exploració de l'espai en l'Argentina, i la realització dels diferents projectes que es tenen en marxa.

### Galeria

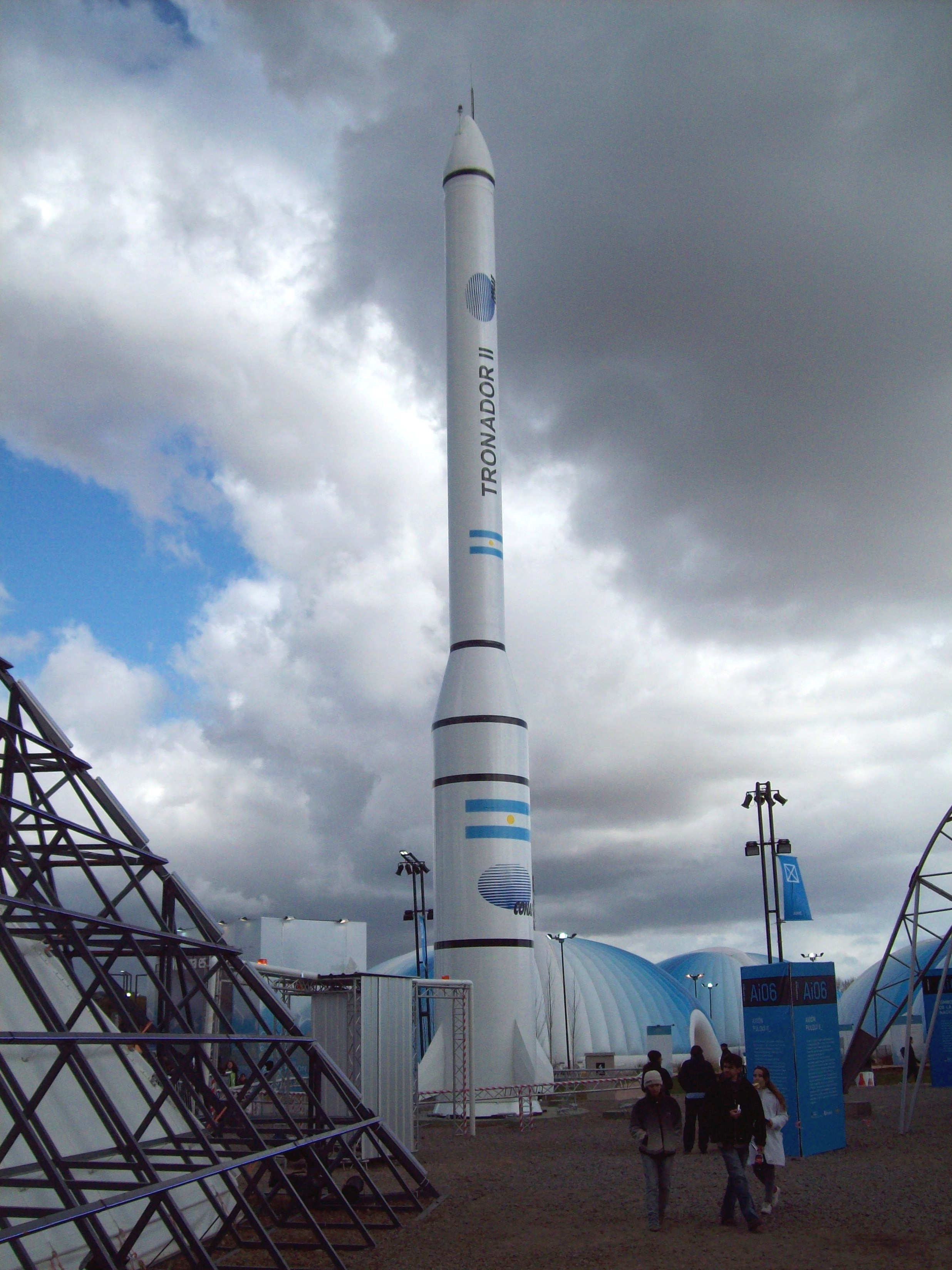
Coet Tronador
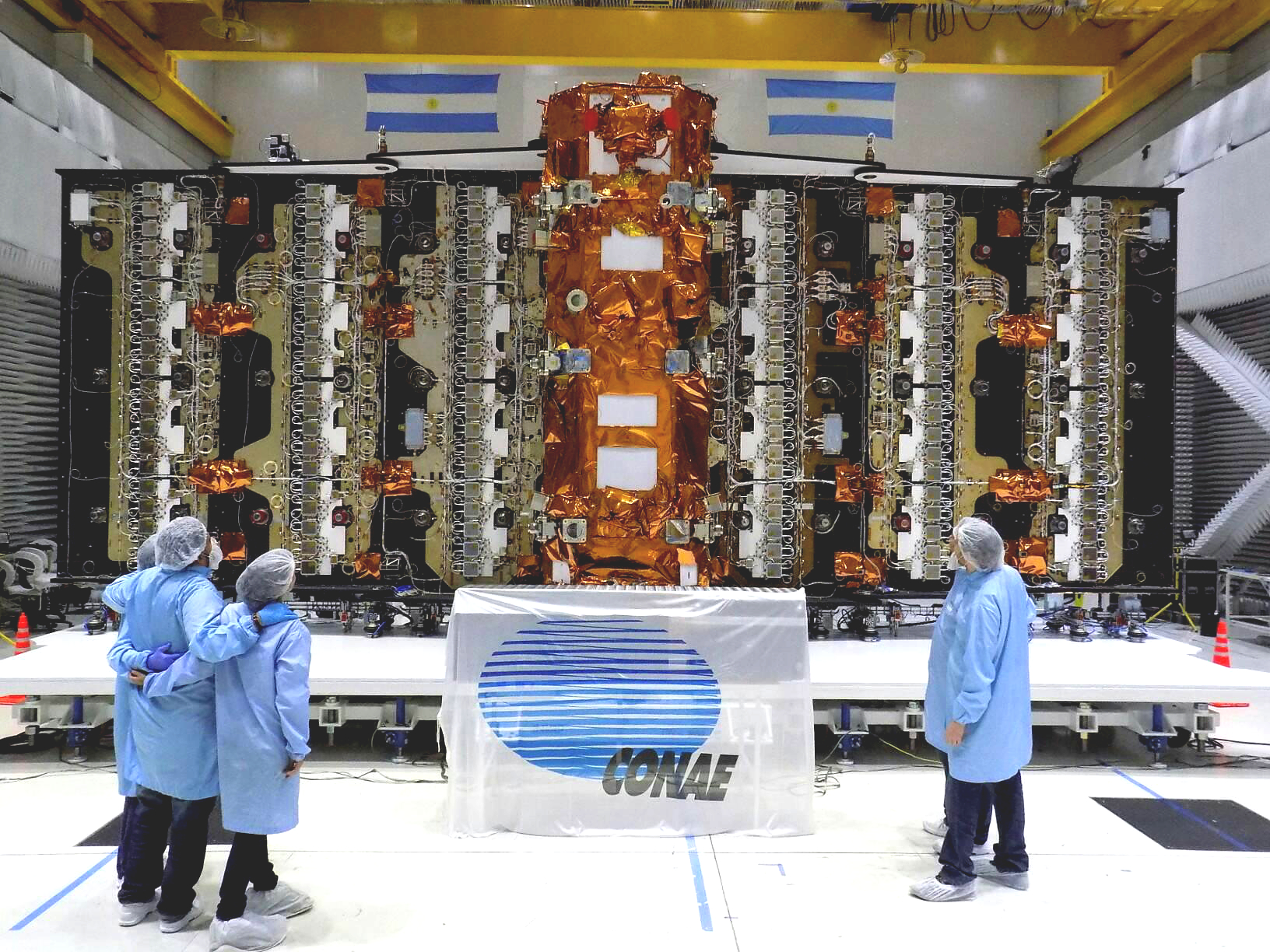
Seu del SAOCOM
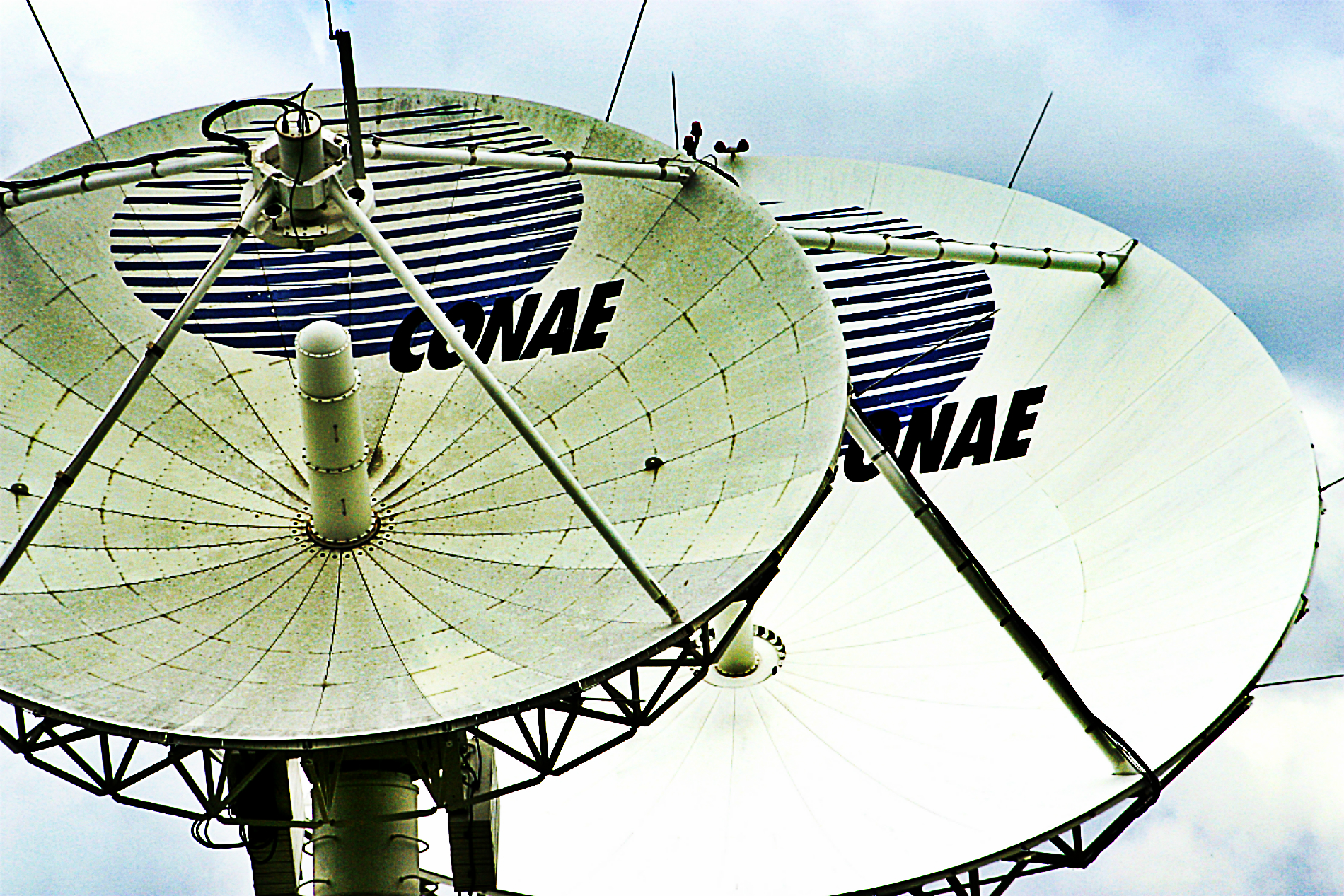
Antenes CONAE